# Collografi
Collografi er en teknik indenfor grafisk billedkunst, hvor man typisk benytter pap som trykmateriale. Collografi kan bruges både til dybtryk og højtryk eller i en kombination af begge og åbner for vide eksperimenter.
Ved at skære, radere, lave prægninger samt rive i pappet opnås dybtryk, mens højtryk opnås ved at opbygge et collagemotiv ved pålimning af pap, tekstil eller andre materialer.
Mange grafikere har deres egen tilgang til at arbejde med collografi og udvikler individuelle tekniske udtryk indenfor mediet.

## Definition
Der er divergerende bud på oprindelsen af ordet collografi.
1. Den amerikanske billedkunstner og underviser Glen Alps (1941-1996) krediteres for at have skabt navnet collografi. Alps lavede betegnelsen ved sammensætningen af ordene collage og graph[1].
2. Andre steder forlyder det, at ordet collografi kommer fra det græske ord kolla, som betyder lim og grafi. Grafi kommer fra verbet graphein, der betyder at tegne. I ordets oprindelige betydning handler det om at tegne med lim.

## Alternative betegnelser
Collagrafi, collagraph (selve trykket), collagraphy (teknik), collography (teknik), paptryk, kartontryk, limtryk.
I artikel benyttes betegnelserne pap og karton, da materialerne er nært beslægtede og begge bruges til collografi.

## Materialer
Til collografi anbefales skiltekarton af god kvalitet med glittet overflade og en tykkelse på ca. 0,6 mm. Karton på ca. 0,6 mm er tykt nok til, at man kan skære forholdsvis dybt samt skabe reliefvirkninger. Tykkelsen giver sammen med påføring af schellak en stærk plade, der kan holde til mange tryk.
Farven suges ikke ned i den glatte overlade, så trykfarven er let at tørre af og efterlader lyse områder på trykket.
Papemballage fra den almindelige husholdning (f.eks. mælkekartoner), kan benyttes som et alternativ. Ønskes et mere farvemættet tryk kan ikke-glittet karton benyttes.

## Teknikker indenfor collografi

### Teksturtryk
Prægning af trykplade i kobbertrykspresse - Placer pappladen på trykpressen og arranger de materialer, der ønskes presset ned i overfladen. Dæk pladen med et ekstra stykke karton, der er større end pladen samt avispapir. Til sidst lægges filt ovenpå. Vær opmærksom på, at friske planter kan afgive saft, når de køres gennem pressen.
Trykpressen indstilles til at have mindre pres på, end hvis man skal trykke grafik. Når pladen er kørt gennem pressen, fjernes teksturemnerne, som nu har efterladt prægede områder i pappet. Prægningerne tager imod trykfarve samt afgiver relief på det endelige tryk. Jo dybere prægningerne ligger, des mere farve kan de indeholde.
VIGTIGT – Benyt kun lette, tynde, bløde materialer så som tyndt stof og planter for at undgå, at trykvalse og filt ødelægges.
Prægning af plade i højtrykspresse/bogpresse - Pres teksturer ned på pappladen. Her kan man benytte kraftige/tykke materialer modsat i kobbertrykspressen, idet man selv kan styre intensiteten af presset.
Collageopbygning - Ved en højt opbygget collage benyttes højtrykspresse/bogpresse. Bruges en kobbertrykspresse risikerer man at ødelægge filt, valse og papir.
Egnede materialer til collografi er bl.a. karton, sandpapir, tekstil, bobleplast, snor, blade, carborundum, trælim, akrylmaling.

### Farveflader
Man kan rive den glittede overflade af skiltekartonet og udnytte den opståede struktur. Ved at fjerne overfladen skabes der desuden farvemættede flader som ved dybtryksteknikken akvatinte. Jo flere lag papir, man fjerner, des mere modtageligt bliver området for farve, og området vil på trykket fremstå farvemættet og mørk.
Slibemidlet carborundum strøet ud på trælim er en anden mulighed. Carborundum findes i flere kornstørrelser, som giver forskelligt udtryk.
Pålimning af sandpapir kan ligeledes skabe områder med ensartede farveflader. Kornstørrelsen giver varierende udtryk.

### Flydende materialer
Trælim og akrylmaling kan bruges til at skabe levende strukturer. Selv shellakkens overflade kan udnyttes, afhængigt af hvordan den påføres pladen. Trykfarven lægger sig langs kanten ved lim/maling, der er påført i tykt lag.

## Fordele og ulemper
Det er muligt at skabe udtryk, der lægger sig op ad andre grafiske teknikker: stregætsningens skarpe linje, koldnålsraderingens uldne streg, akvatintens farvetonede områder samt relieftrykkets prægning af papiret.
Pap/karton er et billigt og lettilgængeligt materiale. Det er nemt og hurtigt at arbejde med og åbner for kunstneriske eksperimenter, til gengæld er pladens holdbarhed kortere. Efterhånden vil pappet blive slidt, og derfor kan man ikke forvente at kunne trykke så store oplag som ved brug af kobber eller zink. Oplagets størrelse beror på trykmaterialets beskaffenhed.
Man behøver ikke at holde sig inden for det gængse firkantede format ved grafik men kan nemt udskære pappet i en ønsket form.
Det er ikke muligt at rette op på eventuelle fejl vha. et skrabestål, som man kan ved koldnålsraderinger i kobber og zink. I stedet kan fejlopskårne linjer fastlimes.
Trykpladen kan efter trykning ikke rengøres så meget som en kobber- eller zinkplade kan. Til gengæld kan en brugt collografiplade i nogle tilfælde fremstå som et kunstværk i sig selv. Resterne fra trykfarven samt den gule shellak giver sammen med slitage fra trykningens pladen et helt særligt udtryk.

## Fremgangsmåde
1. Motivet skæres/præges i pladen eller pålimes. Ved brug af lim og maling skal disse tørre helt inden næste punkt.
2. Pladen forsegles på begge sider og kant med shellak eller knastelak Arkiveret 5. maj 2016 hos  Wayback Machine. Shellak forhindrer trykfarven i at trænge ind i pappet og derved opløse det, samtidig forstærkes pladen og dens holdbarhed. Lakken skal hærde inden påføring af sværte ca. 1 dages tid, ellers løftes den af pladen under trykningen.
3. Påfør trykfarven med f.eks. valse, dabber, spartel eller pensel afhængigt af trykpladens opbygning. Valse kan benyttes til plane plader men ikke til plader med høj reliefopbygning.
4. Aftør pladen med tarlatan og slut af med madpapir. Eftertør kanterne med en blød klud. Vær opmærksom på, at aftørringen er anderledes end på metalplader, idet man risikerer at borttage for megen farve. Man må prøve sig frem.
5. Fugt trykpapiret i vandkar og dup den overskydende fugt af. Papiret kan opbevares i en tætsluttet plasticpose.
6. Tryk pladen i en kobbertrykspresse eller højtrykspresse. Eventuelle papirrester på pladen fjernes let med en fugtet klud. Hvis papiret sidder fast på pladen efter trykning, kan man løsne det forsigtigt vha. varmen fra en hårtørrer.
7. Trykket lægges til tørre i et tørrestativ eller i pres under tunge masonitplader, der udover at øve pres på papiret opsuger fugten.
8. Rengør valser med madolie eller terpentin/petroleum. Benyt ikke ethanol (husholdningssprit) til pladerne, da den opløser shellakken. Benyt ethanol til at fjerne shellakken fra penslerne.

VIGTIGT – Shellak og knastelak er meget brandfarlig og må ikke være i nærheden af ild, varme og tændte cigaretter. Væsken indeholder organiske opløsningsmidler, hvorfor udluftning undervejs og efter arbejdet er nødvendigt

## Historisk baggrund
Brug af collografiske teknikker kan spores i grafiske tryk dateret fra det 19. årh., men den amerikanske grafiker og underviser Glen Alps (1941-1996) krediteres for at have udviklet collografi som grafisk teknik og for selve navngivningen.
I 1956 begyndte Glen Alps at arbejde med teknikken ifm. sin undervisning på The School of Art på University of Washington, USA. Glen Alps ønskede at udvikle en kunstform, der kunne stimulere kreativitet, og sammen med sine elever eksperimenterede han og udforskede mulighederne.
Tidligt i udviklingsprocessen besluttede Glen Alps sig for at skabe en samlet betegnelse for kunstformen, og ved at lave en sammensætning af ordene collage og -graph, opstod betegnelsen collografi.

## Kunstnere der benytter teknikken
Glen Alps (amerikansk billedkunstner, underviser, 1914-1996), Rolf Nesch (1893–1975), Edmond Casarella (1920–1996), Dean Meeker (1920–2002), Edward Stasack (1929), Brenda Hartill (engelsk billedkunstner, u. år), Cecilie Enevold Nielsen (1975)

## Film
- Glen Alps The Collagraph (1966), 20-minutters film i 16 mm format. Produceret af The University of Washington. Glen Alps demonstrerer teknikker brugt indenfor collografi
- Brenda Hartill. Collagraph: A sculptural approach to printmaking (Webside ikke længere tilgængelig) [2014]. DVD med arbejdsprocesser og teknikker
- Brenda Hartill. Inking up a collagraph plate – Short version (19. aug. 2011)
- Cecilie Enevold Nielsen Tape-print 2015 (6. juli 2015). Arbejdsproces
- Snake Artist How to Collagraph print.(printmaking) (11. aug. 2012). Arbejdsproces
- Collograph with Vera [Ohlsson], KKV Grafik Malmö (3. aug. 2016). Arbejdsproces. Svensk tale
- Sinclair Ashman, Printmaker (23. maj 2016). Arbejdsproces